# Rhizanthella
Rhizanthella — рід орхідей. В англійській мові до роду вживається назва Underground orchids (Підземні орхідеї). У рід включають 5 видів, що є ендеміками Австралії. Ці рослини цікаві тим, що ростуть під землею. Живуть у симбіозі з мікоризою грибів. Під час цвітіння рослини, квіти ледь виступають з ґрунту або знаходяться під опавшим листям або м'якою землею. Мало відомо про механізм запилення.

## Поширення
Rhizanthella gardneri поширена на південному заході Західної Австралії, де росте в асоціації з Melaleuca uncinata. Rhizanthella omissa відома лише по одній знахідці, що зібрана на висоті 1200 м у Національному парку Ламінгтон в штаті Квінсленд. Rhizanthella slateri поширена у Блакитних горах у Новому Південному Уельсі, де росте у склерофітних лісах.